# CSM București
CSM București (rumänska: Clubul Sportiv Municipal București) är en sportklubb från Bukarest, Rumänien. Klubben grundades 2007 och har nått framgångar i flera sporter, bl.a.:
- Handboll: se CSM București (handboll)
- Volleyboll: se CSM București (volleyboll)